# Trocellen
Die Trocellen GmbH  mit Stammsitz in Troisdorf ist ein Unternehmen auf dem Gebiet vernetzter Polyolefin-Schaumstoffe. Trocellen agiert zusammen mit seinen japanischen Anteilseigner Furukawa Electric weltweit und produziert in sieben Ländern.

## Geschichte
Trocellen wurde 1972 als Unternehmen und Marke der Dynamit Nobel und HT Troplast in Troisdorf gegründet. Troisdorf ist auch heutzutage der Hauptsitz der Unternehmensgruppe.
Das Unternehmen hat Produktionsstandorte in Deutschland, Italien, Spanien, Ungarn und Malaysia.
2005 wurde Trocellen von den japanischen Firmen Furukawa Electric und Otsuka Chemical erworben.
2006 wurde Polifoam, ein Ungarisch-Japanisches Unternehmen, in die Unternehmensgruppe eingegliedert.
2014 hat Furukawa Electric Trocellen als alleiniger Eigner übernommen.

## Produkte
Trocellen stellt chemisch vernetzte und physikalisch vernetzte Produkte auf der Basis von Polyolefin-Schaumstoffen her, z. B. Luftkanäle, Vakuumformteile, Formpressteile oder Elastikschichten für die Automobil-, Sport-, Haus-, Freizeit-, Isolier-, Bau-, Schuh- und Verpackungsindustrie.